# Spodnja Ponkvica
Spodnja Ponkvica je naselje v Občini Šmarje pri Jelšah.